# Joué-du-Plain

Joué-du-Plain este o comună în departamentul Orne, Franța. În 1 ianuarie 2022 avea o populație de 237 de locuitori.